# 克拉斯諾西爾利亞 (科澤利希納區)
49°8′19″N 33°57′31″E / 49.13861°N 33.95861°E
克拉斯諾西爾利亞（烏克蘭語：Красносілля），是烏克蘭中部的村莊，隸屬波爾塔瓦州的克雷門丘克區。該村距離布列烏西夫卡和溫尼基1.5公里，海拔高度96米，2001年人口87。